# 謝花凡太郎
謝花 凡太郎（しゃばな ぼんたろう、1891年（明治24年） - 1963年（昭和38年））は日本の漫画家。児童文化史に大きな影響を与えた中村書店の人気作家として活躍した。苗字の読み方は「しゃか」だという説もある。

## 経歴
本名は殿木真三。東京都の日本橋出身。慶應義塾大学卒業後はサラリーマンを経て会社を起こすが、特定の職に就くことはなかった。40代以降に漫画を描き出し、1933年（昭和8年）に『びっくり突進隊』で中村書店からデビューする。戦後も『漫画少年』で数々の作品を発表した。
1940年（昭和15年）頃からは、漫画執筆とは別に中学校で書道を教えるようになり、戦後も漫画執筆と並行して行い、亡くなるまで従事した。

### 謎とされていた経歴
手塚治虫は1982年（昭和57年）に晶文社から発刊された『OH! 漫画』で、謝花が千葉の出身であることや、書の達者な人であったことを述べていたが、評論家の間でも長年に渡って生没年や経歴などは謎とされていた。しかし、2006年（平成18年）に出版美術評論家の三谷薫が遺族の所在を明らかにし、漫画評論家の清水勲が主宰する研究誌『諷刺画研究』49号に発表したことで、これまで謎とされていた数々の点が明らかになった。

## 評価

### 中村書店の人気作家
戦前から中村書店は児童を対象に多くの良質的な漫画本を出版していたが、謝花は特に人気を集めた作家である。
「まだあるように思われる」と断った上で、清水は著書『「漫画少年」と赤本マンガ - 戦後マンガの誕生 -』で、これまでに出版された単行本の一覧を掲載したが、単行本の大半は戦前や戦中に中村書店から出版したものである。1933年（昭和8年）から1943年（昭和18年）の10年の間に、中村書店から28冊の単行本（うち1冊は共著）を出版したが、当時はそのような漫画家は稀であった。戦後に出版された単行本は、戦前に出版した単行本の再版や、他の漫画家との共著、他社で出版したと思われる単行本を含めても数が少ない。

### 画風
暖かみのある描線が絵本を思わせる美しい絵柄を生み出し、そこに物語の面白さが加わることで、多くの読者の心をつかんだ。『漫画少年』に発表した作品の多くは、世界の名作とされる物語から怪奇な題材を取り上げて漫画にしたものだが「気品のある童画調の漫画」に仕上がっている。